# Charles Edward Tisdall
Pour les articles homonymes, voir Tisdall.
Charles Edward Tisdall (9 avril 1866–17 mars 1936) est un homme politique canadien de la Colombie-Britannique. Il est le 19e maire de Vancouver de 1922 à 1923.
Il est député provincial indépendant de la circonscription britanno-colombienne de Vancouver City de 1898 à 1900, ainsi que comme député conservateur de 1909 à 1916. Il est ministre des Travaux publics en 1916.

## Biographie
Né à Birmingham en Angleterre, Tisdall s'installe à Vanvoucer en avril 1888.
Élu maire à la suite d'un nouveau scrutin de représentation proportionnelle, il est réélu l'année suivante après quatre tours de scrutin. Lors d'un plébiscite en juin 1923, les électeurs optent pour l'abandon de se mode de votation et le retour du scrutin uninominal majoritaire à un tour
Tisdall demeure conseiller municipal jusqu'à son décès à Vancouver en mars 1936 à l'âge de 75 ans.